# Luca Mattiucci
Luca Mattiucci (Napoli, 30 gennaio 1982) è un giornalista italiano.
Inizia a lavorare per il Corriere della Sera nel 2012 e sino al 18 settembre 2017 è stato ideatore e autore della sezione sociale dedicata a volontariato, cooperazione, sostenibilità e terzo settore. È considerato tra i maggiori esperti italiani di informazione sociale. Dal 2016 al 2018 è stato Direttore responsabile del quindicinale d'informazione di Italo-Nuovo Trasporto Viaggiatori realizzato dalla Comunità di Sant'Egidio. Il 20 febbraio 2018, a seguito del suo impegno nel sociale, ha ricevuto il Premio la Moda Veste la Pace al Parlamento Europeo di Bruxelles.
Nel novembre 2018 partecipa alla rifondazione del quotidiano Paese Sera, di cui assume la carica di direttore. Nel Settembre 2019, a seguito dell'interruzione delle pubblicazioni a causa di un contenzioso sul marchio, lascia la carica di direttore responsabile del quotidiano.